# Hanin Elias
Hanin Elias (ur. 31 maja 1972 w Wittlich w Niemczech), niemiecka producentka muzyki elektronicznej związana z nurtem digital hardcore, współzałożycielka zespołu Atari Teenage Riot.

## Życiorys
Wczesne dzieciństwo spędziła w Syrii – jej ojciec pochodził z tego kraju. Jako nastolatka występowała w zespołach punkowych. W tym okresie poznała Aleka Empire. W 1992 razem z Carlem Crackiem założyli Atari Teenage Riot. W tym samym roku wydała swoją pierwszą solową płytę. Z ATR nagrała trzy pełne albumy i szereg innych wydawnictw. Po rozwiązaniu Atari Teenage Riot (2000) – tak jak inni członkowie zespołu - więcej uwagi poświęciła projektom solowym i założyła wytwórnię Fatal Recordings.

## Dyskografia
Albumy solowe
- In Flames (1995-1999) (1999, kompilacja)
- No Games No Fun (2003)
- Future Noir (2004)
- Get It Back (2011)
- It All Makes Sense (2014, pod pseudonimem Fantôme)

Minialbumy
- Parfum EP (1992, jako Hanin)
- Show E.P. (1996)
- In Flames E.P. (1999)
- In Flames - Remix EP (2000)

wraz z Atari Teenage Riot
- 1995 (album Atari Teenage Riot) (1995)
- Live in Stuttgart (One-Off Shit Let's Go!) (1996)
- The Future of War (1997)
- Burn, Berlin, Burn! (1997)
- Live in Philadelphia Dec. 1997 (1998)
- 60 Second Wipe Out (1999)
- Rage E.P. (2000)